# Человце (Прешов)
Человце (слч. Čelovce) насељено је мјесто са административним статусом сеоске општине (слч. obec) у округу Прешов, у Прешовском крају, Словачка Република.

## Становништво
| Година:    | 1994. | 2004.    | 2014.   | 2024.    |
| ---------- | ----- | -------- | ------- | -------- |
| Број људи: | 264   | 303      | 324     | 394      |
| Разлика:   |       | +14,77 % | +6,93 % | +21,60 % |

| Година:    | 2023. | 2024.   |
| ---------- | ----- | ------- |
| Број људи: | 375   | 394     |
| Разлика:   |       | +5,06 % |

Према подацима о броју становника из 2024. године насеље је имало 394 становника.